# Patito feo: El musical con Laura Esquivel
Patito Feo: El musical con Laura Esquivel —El musical más bonito— fue la tercera gira de conciertos de la telenovela musical Patito Feo, liderada exclusivamente por Laura Esquivel, realizada tras el estreno de la serie y su gran popularidad en Europa. La gira inició el 16 de diciembre de 2009 en Milán, Italia, pasando por España, Portugal y finalizó el 13 de febrero de 2011 en Atenas, Grecia, recorriendo más de 30 ciudades europeas. 
Debido a la gran demanda por parte del público, el espectáculo fue estrenado como película-concierto el 5 de octubre de 2010 en 200 salas de cine en Italia como Il Mondo di Patty: La Festa al Cinema. Posteriormente, fue estrenado en Disney Channel España el 1 de abril de 2011.

## Antecedentes y recepción
Laura Esquivel fue la actriz principal encargada de presentar la serie y su discografía en Europa, causando una gran popularidad entre el público. El éxito de Patito Feo tanto en audiencia, como en las listas de ventas, llevaron a cabo una tercera gira musical.
Patito Feo: El musical con Laura Esquivel se estrenó el 16 de diciembre de 2009 en Milán, Italia. La artista recorrería más de 30 ciudades europeas con el espectáculo musical. El 13 de febrero de 2011 tuvo lugar en Atenas, Grecia, la última función del tour. El impacto del tour llevó a Laura Esquivel a la gran pantalla. El espectáculo fue grabado para estrenarse en los cines de Italia, el 5 de octubre de 2010, como Il Mondo di Patty: La Festa al Cinema. La gira de la artista supuso un éxito rotundo en España, Italia, Portugal y Grecia, donde el show con 62 funciones se presentó ante más de medio millón de espectadores.

## Sinopsis del concierto
El musical más bonito es un espectáculo protagonizado por Laura Esquivel y su alter ego: Patito. El show narra la historia del personaje y está inspirado en el argumento de la serie. Presenta toques teatrales por parte de la artista, quien interpreta el repertorio de canciones acompañada de un cuerpo de bailarines y coros internacionales, formando el elenco especial para el musical.
La gira recopila en su totalidad la discografía de la serie: Patito Feo: La historia más linda, Patito Feo en el Teatro y La vida es una fiesta. Se interpretaron por primera vez canciones como «Un Beso Para Mí» al igual que las versiones internacionales de «Un Rincón Del Corazón» en sus respectivos países. Esto se debe a que no formaron parte del setlist en ninguna de las giras anteriores: La historia más linda en el Teatro y El Show más lindo. Además, tres nuevas canciones fueron especialmente diseñadas para el espectáculo musical de Laura Esquivel: «Fuerte y Frágil», «Sola Jamás» y «Una Simple Sonrisa», interpretadas por el Elenco del Musical como interludio para las actuaciones de la artista.

## Emisiones y grabaciones

### Il Mondo di Patty: La Festa al Cinema
Película-concierto en italiano de la gira Patito Feo: El musical con Laura Esquivel. El espectáculo, grabado el 19 de julio de 2010 en el estadio Arena de Verona de la ciudad homónima, fue estrenado en cines el 5 de octubre en Italia y está protagonizado exclusivamente por Laura Esquivel, quien interpreta un repertorio formado por canciones pertenecientes a la primera y segunda temporada de la telenovela, incluyendo la versión en italiano «Un Angolo Del Cuore (Un Rincón Del Corazón)». Además, en la película, Esquivel documenta el recorrido de su gira por Europa y comparte con el público sus experiencias interpretando al personaje de «Patito». El especial cinematográfico se emitió por tiempo limitado en 200 salas de cine de Italia. Del 5 al 7 de octubre, se registraron más de 40.000 espectadores, calificando al show de la artista como un auténtico fenómeno global. El 1 de junio de 2010 fue publicado en Italia el álbum en vivo de la gira en formato CD como: Il Mondo Di Patty: Il musical più bello, posicionándose en el número uno de las listas de ventas.

### Patito Feo: El musical más bonito
Show grabado el 13 y 14 de febrero de 2010 en el estadio Palacio de los Deportes la ciudad de Madrid, como parte de la gira Patito Feo: El musical con Laura Esquivel. Fue estrenado en Disney Channel España el 1 de abril de 2011, como despedida de la artista tras el final de la segunda temporada de Patito Feo en el canal. El show está protagonizado exclusivamente por Laura Esquivel, quien interpreta en su totalidad el repertorio perteneciente a la banda sonora de la telenovela. El 22 de junio de 2010 fue publicado en España en formato DVD y CD como: Patito Feo: El musical más bonito, posicionándose en el número uno de las listas de ventas, incluyendo el lanzamiento del libro homónimo de la gira.

### Patty: Laura Esquivel Live in Athens
Show grabado el 12 de febrero de 2011 en el estadio Faliro Sports Pavilion Arena de la ciudad de Atenas, como parte de la gira Patito Feo: El musical con Laura Esquivel en Grecia. El espectáculo de la artista está formado por la banda sonora de la primera y segunda temporada de la telenovela en su totalidad, interpretando por primera vez en vivo canciones que no formaron parte de las anteriores giras, tales como «Un Beso Para Mí» y la versión en griego «Μες Την Καρδιά (Un Rincón Del Corazón)». El 28 de junio de 2011 fue publicado en formato DVD y CD homónimos como: Patty: Laura Esquivel Live in Athens, posicionándose en el número uno de las listas de ventas en Grecia.

## Libro
El 22 de junio de 2010 fue publicado el Tour Book Patito Feo: El musical más bonito, acompañado del lanzamiento del DVD y CD homónimos: Patito Feo: El musical más bonito. Este libro documenta el inicio de la gira de Laura Esquivel en Europa, con fotografías del show del 13 y 14 de febrero de 2010 en el estadio Palacio de los Deportes la ciudad de Madrid, incluyendo entrevistas con la artista, su cuerpo de bailares y coristas, así como un seguimiento del concierto, narrando las experiencias de Esquivel durante el desarrollo del mismo. Este Tour Book tuvo un lanzamiento exclusivo y limitado como promoción para la gira.

## Repertorio
| Italia, España y Portugal (2009 - 2010) |
| --- |
| - Acto 1: 1. «Quiero, Quiero» (Intro) 2. «Amigos Del Corazón» (Laura Esquivel) 3. «Cantemos Más Fuerte» (Laura Esquivel) - Acto 2: 1. «Un Poco De Silencio» (Interludio por Elenco del Musical) 2. «Sueño De Amor» (Laura Esquivel) 3. «Fuerte y Frágil / Tango Llorón» (Interludio por Elenco del Musical) - Acto 3: 1. «Un Poco Más / Nadie Más» (Interludio por Elenco del Musical) 2. «Y Ahora Qué» (Laura Esquivel) - Acto 4: 1. «Sola Jamás / Una Simple Sonrisa» (Interludio por Elenco del Musical) 2. «Tarde De Otoño» (Interludio por Elenco del Musical) 3. «Algo Tuyo En Mí» (Laura Esquivel) - Acto 5: 1. «Fiesta» (Laura Esquivel) 2. «Las Divinas» (Interludio por Elenco del Musical) 3. «Un Angolo Del Cuore / Un Rincón Del Corazón / Esperança Bem No Coração» (Laura Esquivel) - Encore 1. «Cantemos Más Fuerte» (Laura Esquivel) 2. «Amigos Del Corazón» (Laura Esquivel) 3. «A Volar» (Laura Esquivel) |

| Grecia (2011) |
| --- |
| - Acto 1: 1. «Amigos Del Corazón» (Laura Esquivel) 2. «Cantemos Más Fuerte» (Laura Esquivel) 3. «Las Divinas» (Interludio por Elenco del Musical) - Acto 2: 1. «Nadie Más» (Interludio por Elenco del Musical) 2. «Sueño De Amor» (Laura Esquivel) 3. «Y Ahora Qué» (Laura Esquivel) 4. «Más» (Laura Esquivel) - Acto 3: 1. «Algo Tuyo En Mí» (Laura Esquivel) 2. «Un Beso Para Mí» (Laura Esquivel) - Acto 4: 1. «Diosa, Única, Bonita / Quiero, Quiero» (Interludio por Elenco del Musical) 2. «Cantemos Más Fuerte (Reprise)» (Laura Esquivel) 3. «Amigos Del Corazón (Reprise)» (Laura Esquivel) - Acto 5: 1. «Tango Llorón» (Interludio por Elenco del Musical) 2. «Fiesta» (Laura Esquivel) 3. «A Volar» (Laura Esquivel) - Acto 6: 1. «Cuando Pienso En Ti» (Laura Esquivel) 2. «Μες Την Καρδιά / Un Rincón Del Corazón» (Laura Esquivel) - Encore 1. «Cantemos Más Fuerte» (Laura Esquivel) 2. «Un Rincón Del Corazón» (Laura Esquivel) 3. «Fiesta» (Laura Esquivel) 4. «A Volar» (Laura Esquivel) |

- Durante la primera etapa de la gira en España, el show de Madrid fue grabado para su publicación en DVD y CD.
- Durante la segunda etapa de la gira en Portugal, el show de Lisboa formó parte del Festival Panda, el mayor festival infantil-juvenil del país.
- Durante la segunda etapa de la gira en España, Juan Darthés formó parte del elenco como invitado especial, interpretando «Un Poco De Silencio» y «Algo Tuyo En Mí», junto a Laura Esquivel.[17]
- Durante la segunda etapa de la gira en Italia, el show de Verona fue grabado para su estreno en los cines como "Il Mondo di Patty: La Festa al Cinema".[10]
- Durante la tercera etapa de la gira en Grecia, el show de Atenas fue grabado para su publicación en DVD y CD.

## Fechas
| Europa                  |              |          |                               |
| Etapa 1                 |              |          |                               |
| 16 de diciembre de 2009 | Milán        | Italia   | PalaSharp                     |
| 17 de diciembre de 2009 | Milán        | Italia   | PalaSharp                     |
| 18 de diciembre de 2009 | Milán        | Italia   | PalaSharp                     |
| 19 de diciembre de 2009 | Milán        | Italia   | PalaSharp                     |
| 20 de diciembre de 2009 | Milán        | Italia   | PalaSharp                     |
| 22 de diciembre de 2009 | Roma         | Italia   | GranTeatro                    |
| 23 de diciembre de 2009 | Roma         | Italia   | GranTeatro                    |
| 24 de diciembre de 2009 | Roma         | Italia   | GranTeatro                    |
| 25 de diciembre de 2009 | Roma         | Italia   | GranTeatro                    |
| 26 de diciembre de 2009 | Roma         | Italia   | GranTeatro                    |
| 27 de diciembre de 2009 | Roma         | Italia   | GranTeatro                    |
| 28 de diciembre de 2009 | Roma         | Italia   | GranTeatro                    |
| 29 de diciembre de 2009 | Nápoles      | Italia   | Palapartenope Napoli          |
| 30 de diciembre de 2009 | Nápoles      | Italia   | Palapartenope Napoli          |
| 31 de diciembre de 2009 | Nápoles      | Italia   | Palapartenope Napoli          |
| 2 de enero de 2010      | Bari         | Italia   | Teatro Team                   |
| 3 de enero de 2010      | Bari         | Italia   | Teatro Team                   |
| 5 de enero de 2010      | Éboli        | Italia   | (SA) Palasele                 |
| 9 de enero de 2010      | Turín        | Italia   | PalaTorino                    |
| 10 de enero de 2010     | Turín        | Italia   | PalaTorino                    |
| 16 de enero de 2010     | Génova       | Italia   | Vaillant Palace               |
| 17 de enero de 2010     | Génova       | Italia   | Vaillant Palace               |
| 20 de enero de 2010     | Catania      | Italia   | PalaCatania                   |
| 23 de enero de 2010     | Florencia    | Italia   | Mandela Forum                 |
| 24 de enero de 2010     | Florencia    | Italia   | Mandela Forum                 |
| 30 de enero de 2010     | Bolonia      | Italia   | PalaDozza                     |
| 31 de enero de 2010     | Bolonia      | Italia   | PalaDozza                     |
| 4 de febrero de 2010    | Mantua       | Italia   | PalaBam                       |
| 5 de febrero de 2010    | Padua        | Italia   | Padova Planet                 |
| 6 de febrero de 2010    | Padua        | Italia   | Padova Planet                 |
| 13 de febrero de 2010   | Madrid       | España   | Madrid Arena                  |
| 14 de febrero de 2010   | Madrid       | España   | Madrid Arena                  |
| 19 de febrero de 2010   | Barcelona    | España   | Palau Sant Jordi              |
| 20 de febrero de 2010   | Barcelona    | España   | Palau Sant Jordi              |
| 21 de febrero de 2010   | Barcelona    | España   | Palau Sant Jordi              |
| Etapa 2                 |              |          |                               |
| 26 de junio de 2010     | Lisboa       | Portugal | Teatro dos Poetas             |
| 27 de junio de 2010     | Lisboa       | Portugal | Teatro dos Poetas             |
| 29 de junio de 2010     | La Coruña    | España   | Coliseum                      |
| 2 de julio de 2010      | Bilbao       | España   | La Casilla                    |
| 3 de julio de 2010      | Bilbao       | España   | La Casilla                    |
| 4 de julio de 2010      | Madrid       | España   | Palacio Vistalegre            |
| 6 de julio de 2010      | Sevilla      | España   | Estadio Olímpico              |
| 7 de julio de 2010      | Sevilla      | España   | Estadio Olímpico              |
| 9 de julio de 2010      | Málaga       | España   | Auditorio                     |
| 10 de julio de 2010     | Málaga       | España   | Auditorio                     |
| 12 de julio de 2010     | Valencia     | España   | Pabellón Fuente San Luis      |
| 14 de julio de 2010     | Barcelona    | España   | Pabellón Olímpico de Badalona |
| 17 de julio de 2010     | Viareggio    | Italia   | Stadio Dei Pini               |
| 18 de julio de 2010     | Rímini       | Italia   | 105 Arena Estadio             |
| 19 de julio de 2010     | Verona       | Italia   | Arena de Verona               |
| 20 de julio de 2010     | Montesilvano | Italia   | Stadio Mastrangelo            |
| 21 de julio de 2010     | Nápoles      | Italia   | Arena Flegrea                 |
| 24 de julio de 2010     | Lecce        | Italia   | Stadio Via del Mare           |
| 25 de julio de 2010     | Catanzaro    | Italia   | Estadio N.Ceravolo            |
| 27 de julio de 2010     | Messina      | Italia   | Estadio San Filippo           |
| 29 de julio de 2010     | Palermo      | Italia   | Borsellino Velódromo          |
| 31 de julio de 2010     | Sabaudia     | Italia   | Arena Del Mare                |
| 3 de agosto de 2010     | Alguer       | Italia   | Maria Pia Antiteatro          |
| 4 de agosto de 2010     | Cagliari     | Italia   | Anfiteatro Romano             |
| Etapa 3                 |              |          |                               |
| 11 de febrero de 2011   | Atenas       | Grecia   | Faliro Sports Pavilion Arena  |
| 12 de febrero de 2011   | Atenas       | Grecia   | Faliro Sports Pavilion Arena  |
| 13 de febrero de 2011   | Atenas       | Grecia   | Faliro Sports Pavilion Arena  |